# Роки Појнт (Северна Каролина)
Роки Појнт (енгл. Rocky Point) насељено је место без административног статуса у америчкој савезној држави Северна Каролина.

## Демографија
По попису из 2010. године број становника је 1.602.
| Група             | 2000.    | 2010.       |
| Белци             | 0 (0,0%) | 867 (54,1%) |
| Афроамериканци    | 0 (0,0%) | 186 (11,6%) |
| Азијати           | 0 (0,0%) | 8 (0,5%)    |
| Хиспаноамериканци | 0 (0,0%) | 510 (31,8%) |
| Укупно            | 0        | 1.602       |